# Koaxial

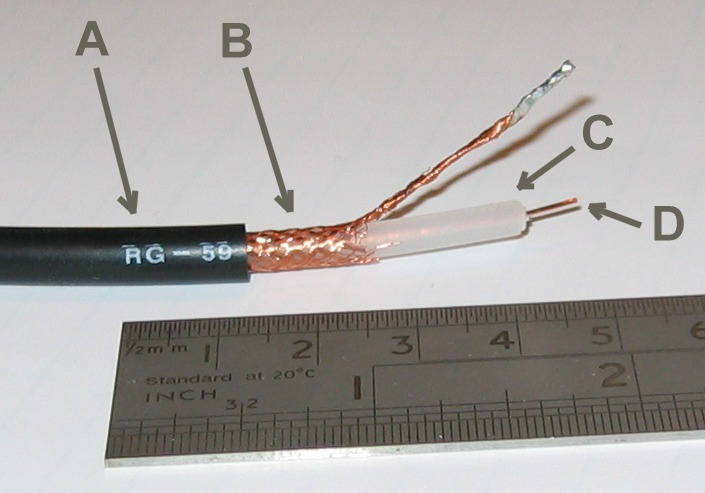
Koaxial kabel. D. Ledare; B. Omslutande yttre ledare

Med koaxial avses att geometriska objekt delar samma axel.
En koaxialkabel är uppbyggd på detta sätt, där ledaren i mitten delar samma axel som skärmen (den yttre ledaren).